# Калин Георгиев
Калин Георгиев Георгиев  е български офицер, главен комисар от Министерството на вътрешните работи на Република България (приравнено в запаса на четиризвезден генерал) и експерт по национална и корпоративна сигурност. Главен секретар на МВР (2009 – 2013).

## Биография
Калин Георгиев е роден на 1 юни 1969 г. в гр. Пловдив. Занимава се с бойни изкуства от юношеска възраст. Ученик на майстор Тадаши Ямашита. Притежава 5-и дан по суй кен до. Женен. Синът му се казва Максим.
Калин Георгиев започва кариерата си в МВР в органите на контраразузнаването (преименувано на ДАНС). От 1997 до 2002 работи последователно като оперативен работник и началник на група „Международни терористични организации“ към служба „Сигурност“ – Пловдив на НСС. През 2002 е повишен предсрочно в звание и назначен за началник на сектор в Регионално звено „Борба с организираната престъпност“ – Пловдив. От 2004 до 2008 г. – началник на същото регионално звено. От 2008 до 2009 г. – директор на Главна дирекция „Криминална полиция“ – МВР. През 2008 г. Калин Георгиев е произведен в старши комисар, а от 2009 г. – главен комисар от МВР. На 13 август 2009 г., с указ на президента Георги Първанов, Георгиев е назначен за генерален комисар на МВР. От 29 декември 2009 до юни 2013 г. – главен секретар на МВР.
Като висш офицер Калин Георгиев ръководи ключови операции на МВР и участва лично в разкриването и разследването на някои от най-резонансните престъпления в България по това време: делото Ванко 1, разкриването на т.нар. „пловдивски печатници“, задържането на Будимир Куйович, задържането на Златко Баретата, разбиването на организираните престъпни групи за отвличания, станали популярни като „Наглите“, и за поръчкови убийства, известни като „Килърите“; задържането на литовския престъпен бос Хенрикас Дактарас, разследването на терористичния акт на летище Сарафово, ръководи операцията на МВР по спасяването на заложниците от банков клон в Сливен. Всички заложници са изведени невредими, а извършителят е задържан.
Калин Георгиев ръководи действията на МВР по време на безредиците в пловдивското село Катуница.
През юни 2013 г. Калин Георгиев подава оставка от поста „Главен секретар на МВР“. С указ на президента Росен Плевнелиев е освободен от служба в МВР и преминава в резерва. По информации в пресата и според политически коментари, оставката е в знак на несъгласие с политическите чистки в системата на МВР. Калин Георгиев се сбогува с колегите си с емоционално обръщение, което завършва така: „Последната ми заповед към вас е да се прибирате невредими при любимите хора“.
От юни 2013 г. Калин Георгиев е генерал от запаса. От 2013 г. изпълнява длъжността директор на дирекция „Сигурност“ в Българо-американска кредитна банка.

## Образование
Завършва със златен медал Езикова гимназия „Иван Вазов“ в Пловдив. През 1994 се дипломира с пълно отличие в Пловдивския университет „Паисий Хилендарски“ със специалност Руска филология, образователна степен магистър. През 1996 – 1997 година завършва с отличие Висшия институт за подготовка на офицери и научноизследователска дейност – МВР (сега Академия на МВР), факултет „Национална сигурност“. През 2004 завършва с пълно отличие Националната академия на ФБР – Куонтико, Вирджиния. Преминава множество специализации и обучения в специалните и полицейските служби на страните членки на ЕС и САЩ.
Владее отлично английски и руски език.

## Награди
През дългогодишната си служба в МВР главен комисар Георгиев е награждаван многократно:
- Осем пъти с благодарност от министъра и главния секретар на МВР за периода 1997 – 2005 г.
- Пълен кавалер на висшето отличие в МВР – „Почетен знак“ – трета, втора и първа степен, съответно през 2006, 2009 и 2011 г.
- Пълен кавалер на медала „Доблест и заслуга“ – трета, втора и първа степен, съответно през 2007, 2011, 2013 г.
- Медал „Правосъдие, свобода, сигурност“ – златен – 2007 г.
- Специално отличие „Полицай на годината“ – 2007 г.
- Почетна златна звезда на НРС – 2010 г.
- През 2010 е удостоен с най-високото отличие на полицията на Литва – медал „Ангел Хранител“.
- През 2012 г. с указ на краля на Испания Хуан Карлос става командор на ордена „Изабел Католическа“